# Nikola Lončar
Nikola Lončar Arsenijević (nacido el 31 de mayo de 1972 en Kragujevac, Serbia) es un exjugador de baloncesto con doble nacionalidad serbia y española. Con 1,98 metros de estatura, jugaba en la posición de Alero. Destacaba por su altura y por su tiro de perímetro, aunque era un jugador que funcionaba, en muchas ocasiones, por sus rachas. Consiguió 4 medallas en competiciones internacionales con Yugoslavia.
Actualmente comenta partidos de la NBA para Movistar+.

## Internacionalidades
- Selección de Yugoslavia Juvenil. 35 partidos.
- Selección de Yugoslavia Junior. 45 partidos.
- Selección de Yugoslavia

## Palmarés

### Títulos de Selección
- Medalla de Oro en el Mundial de Baloncesto de 1998 en Grecia.
- Medalla de Oro en el Eurobasket 1997 en España.
- Medalla de Plata en los Juegos Olímpicos de Atlanta 1996
- Medalla de Bronce en el Eurobasket de Francia 1999.

### Títulos de Club
- 1991-92 y 1994-95 Liga de Yugoslavia. Partizan Belgrado.
- 1991-92, 1993-94 y 1994-95 Copa de Yugoslavia. Partizan Belgrado.
- 1991-92 Euroliga. Partizan Belgrado.

## Varios
- Yerno del entrenador de fútbol serbio Radomir Antić.
- Comentarista de Movistar+ en varios tipos de programas relacionados con el baloncesto, como EuroFighters (Euroliga) o partidos de la NBA.